# Pericoma mollis
Pericoma mollis és una espècie d'insecte dípter pertanyent a la família dels psicòdids que es troba a Àfrica: les illes Canàries.